# Hyphessobrycon rosaceus
Hyphessobrycon rosaceus es una especie de pez de la familia Characidae en el orden de los Characiformes.

## Morfología
Los machos pueden llegar alcanzar los 3,4 cm de longitud total.

## Reproducción
Es ovíparo.

## Hábitat
Vive en zonas de clima tropical entre 24 °C - 28 °C de temperatura.

## Distribución geográfica
Se encuentran en Sudamérica: cuencas de los ríos  Esequibo, Corentín y  Surinam.